# Lodowiec Malaspina
Lodowiec Malaspina (ang. Malaspina Glacier) – lodowiec podgórski (piedmontowy) na południowym wybrzeżu Alaski, w USA, u podnóża Góry Świętego Eliasza. Zajmuje prawie w całości rozległy półwysep w kształcie wielkiej łopaty, pomiędzy zatokami Icy Bay na zachodzie i Yakutat Bay na wschodzie. Jego powierzchnia wynosi około 3800–4000 km2.
Nazwa lodowca pochodzi od nazwiska włoskiego żeglarza Alessandro Malaspiny, który dowodził wyprawą badającą w roku 1792 ten fragment wybrzeża. Nadana została przez amerykańskich badaczy W. H. Dalla i M. Bakera, którzy jako pierwsi zbadali ten lodowiec w 1874 r. w ramach ekspedycji zorganizowanej przez U.S. Coast Survey.